# Буссю, Эжен де Энен-Льетар
Эжен де Энен-Льетар (фр. Eugène de Hénin-Liétard; ум. 18 декабря 1656, Брюссель), граф де Буссю — военный и государственный деятель Испанских Нидерландов.

## Биография
Второй сын Максимильена II де Энен-Льетара, графа де Буссю, и Мари-Александрины-Франсуазы де Гавр. В 1640 году наследовал бездетному старшему брату Альберу-Максимильену.
Граф де Буссю, маркиз де Ла-Вер и Флиссинген, барон де Лидкерке и Андерлёв, виконт де Ломбек, сеньор де Бёври, Сайи, Шок, Фосс, Бложи, Эйгендонк.
Верховный бальи графства Алст, капитан ордонансового отряда из 40 тяжеловооруженныхх всадников и 80 стрелков.
В 1646 году был пожалован Филиппом IV в рыцари ордена Золотого руна.
В 1655 году армия Тюренна, которого сопровождали король Людовик XIV и кардинал Мазарини, овладела замком Буссю и городом Сен-Гилен, в обороне которого принимал участие старший сын графа де Буссю Филипп-Луи де Энен-Льетар. Король разместился на втором этаже замка, взятого 23 августа, а кардинал на первом.

## Семья
Жена (8.10.1641): Анна-Изабелла-Каролина де Крой-Шиме д'Аренберг (1616—1658), принцесса де Шиме, дочь Александра д'Аренберга, князя де Шиме, и Мадлен д'Эгмонт. В браке было 6 сыновей, из которых один оставил потомство, и четыре дочери
Дети:
- Филипп-Луи де Энен-Льетар (8.10.1646—25.03.1688), князь де Шиме. Жена (1673): Анна Луиза Филиппина Веррейкен (ум. 1729), баронесса ван Импден, дочь Карла Веррейкена, барона ван Импден, и Маргареты фон Шонховен
- Эжен-Сижисмон-Филипп де Энен-Льетар (ум. 3.02.1721), сеньор де Бёври и Шок. Жена: Анна-Мари-Луиза де Гистель (ум. 1728), дочь Адриена-Франсуа де Гистеля, маркиза де Сен-Флорис, и Мари-Франсуазы де Виссок. Брак бездетный
- Анна де Энен-Льетар, канонисса в Сен-Водрю в Монсе
- Мари де Энен-Льетар, канонисса в Мобёже
- Александрина де Энен-Льетар. Муж: граф Луис де Сармьенто
- Франсуаза де Энен-Льетар. Муж: маркиз де Мос, испанец